# Герман Оберт
Ге́рман Ю́ліус О́берт (нім. Hermann Julius Oberth; 25 червня 1894, Сібіу, Трансільванія, нині Румунія — 28 грудня 1989, Нюрнберг, Німеччина) — австро-німецький фізик і винахідник, піонер ракетної техніки та космонавтики. Походив з родини трансільванських саксів.
Питанням розробки та розгортання ракет присвятив свою докторську дисертацію у 1922, але ця робота була відкинута як «занадто фантастична». У 1923 опублікував роботу Die Rakete zu den Planetenräumen («Ракети до міжпланетного простору», у цій роботі зокрема була вперше висловлена ідея орбітального телескопа) і 1929 книгу Die Wege Zur Raumschiffahrt («Подорож у космос»).
У 30-х роках XX століття його помічником був Вернер фон Браун, з яким він співпрацював у будівництві балістичної ракети A4 (Фау-2) у Німеччині, і після війни в США в Хантсвіллі, Алабама.
У 1954 опублікував книгу Menschen im Weltraum («Люди в просторі»), в якій викладено мету освоєння космічного простору: «Зробити доступними для життя будь-яке місце, де це можливо, щоб заповнити всі світи не заселені і дати мету життя кожній людині». Також опубліковано кілька книг Германа Оберта з філософії людини та її майбутнього.
Ім'ям Оберта названо кратер (60 км діаметром) на зворотній стороні Місяця. Також на його честь названо астероїд 9253 Оберт.